# Ramalina polymorpha
Ne doit pas être confondu avec Ramalina polyforma.
Espèce
La Ramaline polymorphe (Ramalina polymorpha) est une espèce de lichen fruticuleux saxicole que l'on rencontre en Europe.

## Écologie
On la rencontre dans toute l'Europe sur les rochers et les falaises.

## Espèces proches et confusions possibles
Autres espèces de Ramalina, mais aussi Evernia prunastri et Pseudevernia furfuracea.
Attention à ne pas la confondre sur son nom avec l'espèce Ramalina polyforma Aptroot décrite des îles Galapagos en 2007.